# Music Canada
Music Canada (MC) ist ein gemeinnütziger Wirtschaftsverband in Kanada, der am 9. April 1963 als Canadian Record Manufacturer’s Association (CRMA) gegründet wurde. Im Jahr 1972 benannte sich der Verband in Canadian Recording Industry Association (CRIA) und 2011 schließlich in Music Canada um. Die Organisation repräsentiert die Musikindustrie des Landes und ist die kanadische Landesgruppe der International Federation of the Phonographic Industry.

## Tätigkeiten

### Charts
Die CRIA gab in den 90er-Jahren erstmals offizielle kanadische Musikcharts in Auftrag. Heute veröffentlicht Music Canada online die Top 20 Tracks und die Top 20 Albums.

## Verleihungsgrenzen der Tonträgerauszeichnungen

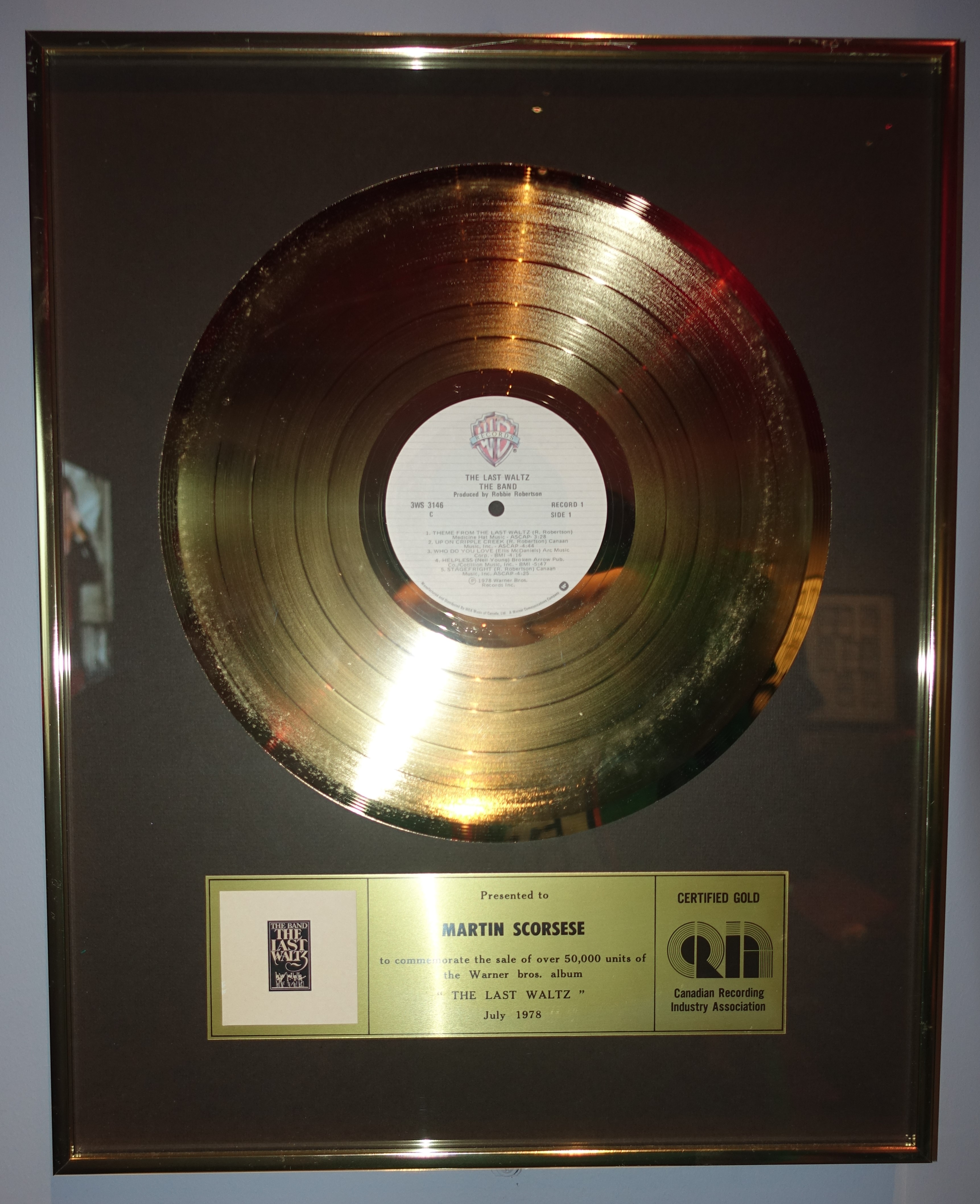
Von der CRIA 1978 vergebene Goldene Schallplatte für The Last Waltz

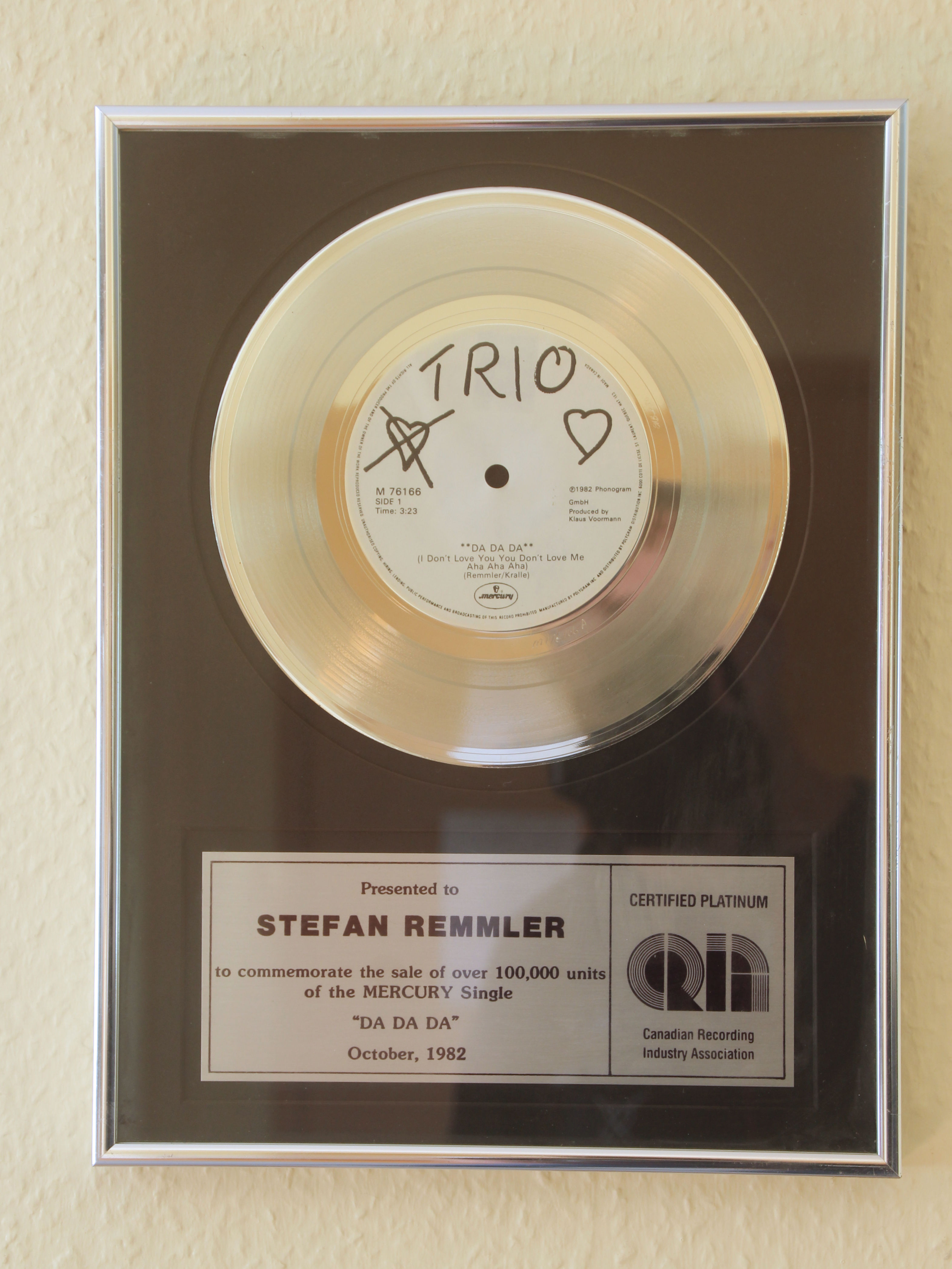
Platin-Auszeichnung (1982) für Da Da Da von Trio

Seit 1975 vergibt der Verband die Auszeichnungen für Musikverkäufe und -nutzung. Aktuell werden Gold, Platin (bis zu Neunfach-) und Diamant (= 10× Platin) vergeben. 2006 wurden die Auszeichnungen auf Downloads ausgeweitet, aber während die Alben-Auszeichnungen für alle Formate (CD, CC, LP und als Download) beibehalten wurden, wurden klassische Singles und Lieddownloads getrennt gewertet. Die Anzahl der zugrundeliegenden verkauften Exemplare wurden in Anpassung an die Entwicklung des Marktes im Lauf der Zeit verändert.

### Alben
Die Albumauszeichnungen werden abhängig vom Veröffentlichungsdatum vergeben.
| Auszeichnung | bis 30. April 2008 | seit 1. Mai 2008 |
| ------------ | ------------------ | ---------------- |
| Gold         | 50.000             | 40.000           |
| Platin       | 100.000            | 80.000           |
| 2× Platin    | 200.000            | 160.000          |
| …            |                    |                  |
| Diamant      | 1.000.000          | 800.000          |

### Singles
Von 1982 bis 2006 wurden lediglich physische Singleveröffentlichungen ausgezeichnet. 2006 wurden Singles in physische und nicht-physische Veröffentlichungen getrennt, wobei die Verleihungsgrenze der physischen Singles stark herabgesetzt wurde. Bis 2016 fuhr man so zweigleisig, mit dem Aufkommen von Musikstreamings, stampfte man die Trennung wieder ein und fortan wurden alle Singles einheitlich mit den integrierten physischen und nicht-physischen Verkäufen, sowie den Musikstreamings verliehen. Diese Anpassung trat am 12. September 2016 in Kraft.
| Auszeichnung | seit 12. September 2016 |
| ------------ | ----------------------- |
| Gold         | 40.000                  |
| Platin       | 80.000                  |
| 2× Platin    | 160.000                 |
| …            |                         |
| Diamant      | 800.000                 |

| Auszeichnung | bis 31. Januar 1982 | bis 31. August 2002 | bis 11. September 2016 |
| ------------ | ------------------- | ------------------- | ---------------------- |
| Gold         | 75.000              | 50.000              | 5.000                  |
| Platin       | 150.000             | 100.000             | 10.000                 |
| 2× Platin    | 300.000             | 200.000             | 20.000                 |
| …            |                     |                     |                        |
| Diamant      | –                   | –                   | 100.000                |

| Auszeichnung | 8. März 2006 – 31. August 2007 | 1. September 2007 – 31. Mai 2010 | 1. Juni 2010 – 11. September 2016 |
| ------------ | ------------------------------ | -------------------------------- | --------------------------------- |
| Gold         | 10.000                         | 20.000                           | 40.000                            |
| Platin       | 20.000                         | 40.000                           | 80.000                            |
| 2× Platin    | 40.000                         | 80.000                           | 160.000                           |
| …            |                                |                                  |                                   |
| Diamant      | 200.000                        | 400.000                          | 800.000                           |

### Videoalben
| Auszeichnung | 1. Januar 1990 – 31. März 2021 |
| ------------ | ------------------------------ |
| Gold         | 5.000                          |
| Platin       | 10.000                         |
| 2× Platin    | 20.000                         |
| …            |                                |
| Diamant      | 100.000                        |

### Klingeltöne (Ringtones)
| Auszeichnung | 3. Juli 2007 – 31. März 2021 |
| ------------ | ---------------------------- |
| Gold         | 20.000                       |
| Platin       | 40.000                       |
| 2× Platin    | 80.000                       |
| …            |                              |
| Diamant      | 400.000                      |

## Belege
1. ↑  About – Music Canada. Abgerufen am 22. März 2015.
2. ↑  Karen Bliss: Canadian Recording Industry Association Changes Name. Billboard, 8. Juli 2011, abgerufen am 1. August 2016 (englisch).
3. ↑  Gold/Platinum FAQ. Music Canada, abgerufen am 1. August 2016 (englisch).
4. ↑  aktuelle Zertifizierungen. Music Canada, abgerufen am 11. November 2016 (englisch).